# Allokoenenia afra
Allokoenenia afra és una espècie d'aràcnid palpígrad. És l'única espècie del gènere Allokoenenia. Habita a Guinea, Àfrica Occidental. Es va trobar per primera vegada a Mamou.